# Bob Hope Chrysler Classic 2006
De Bob Hope Chrysler Classic 2006 is een golftoernooi dat onderdeel uitmaakt van de Amerikaanse PGA Tour. Het toernooi vond plaats van 16 januari tot en met 22 januari op de Bermuda Dunes La Quinta Classic Club in Palm Desert in Californië. De Bermuda Dunes La Quinta Classic Club bestaat uit vier banen van in totaal 90 holes, welke allemaal in vier dagen tijd worden betreden, hiermee wijkt het toernooi af van andere toernooien, waar vier dagen achtereen dezelfde 18 holes voortdurend worden aangedaan.

## Verslag
Met maar liefst 12 slagen onder par (een rondje van 60) ging de Amerikaan Pat Perez na de eerste dag op imponerende wijze aan de leiding. Chad Campbell die eveneens een goede dag draaide volgde toch op een ruime achterstand van drie slagen. De score van Perez kwam tot stand door middel van het slaan van 12 birdies en geen enkele bogey. De rest van het veld volgde kort achter Campbell op vier slagen achterstand en meer.
Op de tweede dag zou Chad Campbell de leiding van Pat Perez overnemen. Campbell ging rond in 66 slagen (6 onder par) en bracht daarmee zijn totaal op 129. Leider na dag 1 Pat Perez liet zijn weergaloze score van 60 slagen volgen door een ronde van 73. Hiermee wist hij nog wel de tweede plaats in het klassement te behouden, maar moest die wel delen met de Australiër John Senden.
De vier slagen voorsprong die Campbell had op Perez en Senden na de tweede dag had hij aan het eind van de derde dag nog altijd. Hij kwam uit op 68 slagen en bracht zijn totaal daarmee op 197. Perez zakte weg naar de vierde plaats, maar Senden bleef bij en noteerde eveneens een ronde van 68 slagen. Scott Verplank daarentegen had slechts 65 slagen nodig en nestelde zich daarmee naast Senden voor aanvang van de laatste ronde. Campbell noteerde voor het eerst in 60 holes weer eens een bogey op zijn scorekaart.
Ook na vier dagen stond Chad Campbell nog altijd aan de leiding in het klassement. Zijn voorsprong van vier slagen op Scott Verplank was echter wel teruggelopen tot slechts één slag. Het regende birdies, waarvan Campbell er zes liet noteren, uiteindelijk kwam hij op 67 slagen voor de dag (5 onder par) en was daarmee slechts een middenmoter. Verplank had mede dankzij negen birdies slechts 64 slagen nodig voor de dag. 
Op de laatste dag van het toernooi was het weer compleet omgeslagen. Harde windvlagen waaiden over de banen en daar hadden veel golfers grote moeite mee. Lucas Glover had het minst last van de wind en liep een ronde van 66 slagen. Jesper Parnevik had slechts één slag meer nodig en rukte daarmee op naar de gedeeld tweede plaats in de eindstand. Scott Verplank behield zijn tweede plaats en de 71 slagen van Chad Campbell waren goed genoeg voor hem om de winst te pakken.

## Ranglijst
| rang | golfer          | land             | 1  | 2  | 3  | 4  | 5  | totaal |
| ---- | --------------- | ---------------- | -- | -- | -- | -- | -- | ------ |
| 1    | Chad Campbell   | Verenigde Staten | 63 | 66 | 68 | 67 | 71 | 335    |
| 2    | Scott Verplank  | Verenigde Staten | 68 | 68 | 65 | 64 | 73 | 338    |
| -    | Jesper Parnevik | Zweden           | 69 | 69 | 71 | 62 | 67 | 338    |
| 4    | John Huston     | Verenigde Staten | 65 | 71 | 68 | 67 | 68 | 339    |
| 5    | Phil Mickelson  | Verenigde Staten | 66 | 69 | 68 | 67 | 71 | 341    |
| -    | Mike Weir       | Canada           | 67 | 69 | 69 | 66 | 70 | 341    |
| -    | John Senden     | Australië        | 70 | 63 | 68 | 67 | 73 | 341    |
| 8    | Olin Browne     | Verenigde Staten | 65 | 69 | 71 | 66 | 72 | 343    |
| -    | Jeff Maggert    | Verenigde Staten | 67 | 71 | 69 | 64 | 72 | 343    |
| 10   | Lucas Glover    | Verenigde Staten | 66 | 75 | 70 | 67 | 66 | 344    |
| -    | Ryan Palmer     | Verenigde Staten | 70 | 69 | 67 | 66 | 72 | 344    |
| -    | Bernhard Langer | Duitsland        | 70 | 70 | 67 | 65 | 72 | 344    |
| -    | Billy Mayfair   | Verenigde Staten | 68 | 70 | 68 | 66 | 72 | 344    |
| -    | Rory Sabbatini  | Zuid-Afrika      | 71 | 68 | 68 | 64 | 73 | 344    |
| -    | Justin Rose     | Engeland         | 70 | 70 | 64 | 66 | 74 | 344    |